# Qatar Volleyball League 2015-2016
La Qatar Volleyball League 2015-2016 si è svolta dal 25 novembre 2015 al 15 aprile 2016: al torneo hanno partecipato undici squadre di club qatariote e la vittoria finale è andata per la venticinquesima volta al Al-Arabi Sports Club.

## Regolamento

### Formula
Le squadre hanno disputato un girone all'italiana, con gare di andata e ritorno, senza però un calendario rigido.

### Criteri di classifica
Se il risultato finale è stato di 3-0 o 3-1 sono stati assegnati 3 punti alla squadra vincente e 0 a quella sconfitta, se il risultato finale è stato di 3-2 sono stati assegnati 2 punti alla squadra vincente e 1 a quella sconfitta.
L'ordine del posizionamento in classifica è stato definito in base a:
- Numero di partite vinte;
- Punti;
- Ratio dei set vinti/persi;
- Ratio dei punti realizzati/subiti;
- Risultati degli scontri diretti.

## Squadre partecipanti
| - Al-Ahly Doha - Al-Arabi - Al-Gharafa - Al-Jaish - Al-Khor - Al-Rayyan | - Al-Sadd - Al-Shamal - Al-Wakrah - Police - Qatar SC |

## Torneo

### Risultati
| Andata |                           |     |                                   |
|        |                           |     |                                   |
| 25-11  | Al-Arabi - Qatar SC       | 3-0 | 25-17, 25-15, 25-15               |
| 25-11  | Police SC - Al-Sadd       | 3-1 | 25-19, 25-17, 22-25, 25-19        |
| 30-11  | Al-Jaish - Al-Gharafa     | 3-0 | 25-19, 25-19, 25-9                |
| 30-11  | Al-Ahly Doha - Al-Wakrah  | 3-0 | 25-20, 25-16, 25-22               |
| 02-12  | Al-Arabi - Al-Sadd        | 3-0 | 25-6, 25-11, 25-14                |
| 02-12  | Al-Rayyan - Qatar SC      | 3-1 | 32-30, 25-16, 22-25, 25-21        |
| 04-12  | Al-Jaish - Al-Wakrah      | 3-0 | 25-10, 25-13, 25-17               |
| 04-12  | Al-Shamal - Al-Khor       | 3-1 | 12-25, 25-20, 25-22, 25-17        |
| 07-12  | Police SC - Al-Khor       | 3-1 | 27-29, 25-22, 25-21, 25-21        |
| 07-12  | Al-Ahly Doha - Al-Shamal  | 3-0 | 25-20, 25-22, 25-23               |
| 09-12  | Al-Rayyan - Al-Gharafa    | 3-0 | 25-19, 25-13, 25-17               |
| 09-12  | Qatar SC - Al-Sadd        | 3-0 | 25-16, 25-22, 25-21               |
| 11-12  | Al-Jaish - Al-Shamal      | 3-1 | 23-25, 25-18, 25-18, 25-19        |
| 11-12  | Al-Arabi - Al-Khor        | 3-0 | 25-14, 25-11, 25-17               |
| 14-12  | Al-Rayyan - Al-Sadd       | 3-0 | 25-17, 25-19, 25-22               |
| 14-12  | Police SC - Al-Ahly Doha  | 3-1 | 25-19, 33-31, 15-25, 27-25        |
| 16-12  | Qatar SC - Al-Khor        | 3-2 | 25-21, 15-25, 25-17, 23-25, 15-8  |
| 16-12  | Al-Gharafa - Al-Wakrah    | 3-2 | 21-25, 24-26, 25-17, 25-17, 15-13 |
| 20-12  | Al-Arabi - Al-Ahly Doha   | 2-3 | 19-25, 20-25, 25-18, 26-24, 8-15  |
| 20-12  | Al-Jaish - Police SC      | 2-3 | 27-25, 18-25, 25-17, 20-25, 15-17 |
| 21-12  | Al-Rayyan - Al-Wakrah     | 3-0 | 25-11, 25-17, 25-17               |
| 21-12  | Al-Sadd - Al-Khor         | 1-3 | 18-25, 25-21, 16-25, 17-25        |
| 23-12  | Qatar SC - Al-Ahly Doha   | 1-3 | 18-25, 16-25, 25-23, 23-25        |
| 23-12  | Al-Gharafa - Al-Shamal    | 0-3 | 22-25, 30-32, 27-29               |
| 25-12  | Al-Rayyan - Al-Khor       | 3-0 | 25-13, 32-30, 25-23               |
| 25-12  | Al-Arabi - Al-Jaish       | 3-2 | 23-25, 16-25, 25-21, 25-23, 15-11 |
| 28-12  | Al-Wakrah - Al-Shamal     | 0-3 | 17-25, 19-25, 19-25               |
| 28-12  | Al-Sadd - Al-Ahly Doha    | 1-3 | 13-25, 18-25, 26-24, 21-25        |
| 30-12  | Al-Gharafa - Police SC    | 0-3 | 18-25, 19-25, 22-25               |
| 30-12  | Qatar SC - Al-Jaish       | 0-3 | 21-25, 20-25, 18-25               |
| 01-01  | Al-Khor - Al-Ahly Doha    | 1-3 | 25-22, 10-25, 21-25, 24-26        |
| 01-01  | Al-Rayyan - Al-Shamal     | 3-0 | 25-18, 25-22, 25-22               |
| 04-01  | Al-Sadd - Al-Jaish        | 0-3 | 14-25, 13-25, 15-25               |
| 04-01  | Al-Wakrah - Police SC     | 0-3 | 17-25, 16-25, 17-25               |
| 06-01  | Al-Shamal - Qatar SC      | 3-2 | 22-25, 25-19, 16-25, 25-14, 15-9  |
| 06-01  | Al-Khor - Al-Gharafa      | 3-2 | 19-25, 19-25, 25-19, 25-21, 15-13 |
| 09-01  | Al-Gharafa - Al-Arabi     | 0-3 | 20-25, 16-25, 17-25               |
| 09-01  | Al-Rayyan - Al-Ahly Doha  | 1-3 | 25-23, 25-27, 20-25, 21-25        |
| 11-01  | Al-Shamal - Police SC     | 1-3 | 20-25, 20-25, 26-24, 23-25        |
| 11-01  | Al-Khor - Al-Jaish        | 0-3 | 14-25, 17-25, 16-25               |
| 13-01  | Al-Wakrah - Al-Arabi      | 0-3 | 17-25, 15-25, 5-25                |
| 13-01  | Al-Sadd - Al-Gharafa      | 1-3 | 24-26, 20-25, 25-16, 22-25        |
| 15-01  | Al-Ahly Doha - Al-Jaish   | 1-3 | 19-25, 22-25, 27-25, 21-25        |
| 15-01  | Al-Rayyan - Police SC     | 2-3 | 25-21, 25-27, 19-25, 25-22, 12-15 |
| 18-01  | Al-Shamal - Al-Arabi      | 0-3 | 20-25, 28-30, 12-25               |
| 18-01  | Al-Wakrah - Al-Sadd       | 1-3 | 17-25, 25-21, 22-25, 20-25        |
| 20-01  | Al-Gharafa - Qatar SC     | 3-2 | 15-25, 25-18, 18-25, 25-20, 15-7  |
| 20-01  | Al-Rayyan - Al-Jaish      | 3-1 | 25-23, 22-25, 25-23, 25-18        |
| 23-01  | Al-Wakrah - Qatar SC      | 3-0 | 25-17, 25-21, 25-19               |
| 23-01  | Police SC - Al-Arabi      | 2-3 | 26-28, 17-25, 25-20, 31-29, 14-16 |
| 25-01  | Al-Khor - Al-Wakrah       | 3-0 | 25-20, 25-18, 25-22               |
| 25-01  | Al-Ahly Doha - Al-Gharafa | 3-1 | 18-25, 25-19, 25-18, 25-21        |
| 27-01  | Police SC - Qatar SC      | 3-0 | 25-17, 25-16, 25-22               |
| 27-01  | Al-Shamal - Al-Sadd       | 3-0 | 25-22, 25-22, 25-21               |
| 30-01  | Al-Rayyan - Al-Arabi      | 2-3 | 25-23, 25-22, 23-25, 14-25, 10-15 |

| Ritorno |                           |     |                                   |
|         |                           |     |                                   |
| 01-02   | Al-Jaish - Al-Gharafa     | 2-3 | 24-26, 23-25, 30-28, 25-18, 10-15 |
| 01-02   | Police SC - Al-Wakrah     | 3-0 | 25-14, 25-17, 25-17               |
| 03-02   | Al-Arabi - Al-Sadd        | 3-0 | 25-17, 25-14, 25-14               |
| 03-02   | Al-Khor - Al-Rayyan       | 1-3 | 17-25, 25-23, 17-25, 12-25        |
| 05-02   | Al-Ahly Doha - Qatar SC   | 3-2 | 27-29, 26-24, 23-25, 25-19, 15-9  |
| 05-02   | Al-Jaish - Al-Shamal      | 3-1 | 25-21, 25-18, 23-25, 25-17        |
| 08-02   | Al-Arabi - Al-Khor        | 3-0 | 25-13, 25-22, 25-15               |
| 08-02   | Al-Rayyan - Al-Gharafa    | 3-1 | 25-18, 31-29, 16-25, 25-13        |
| 10-02   | Qatar SC - Al-Rayyan      | 1-3 | 17-25, 25-21, 11-25, 19-25        |
| 10-02   | Al-Wakrah - Al-Ahly Doha  | 0-3 | 17-25, 22-25, 19-25               |
| 12-02   | Police SC - Al-Sadd       | 3-1 | 25-20, 25-17, 23-25, 25-19        |
| 12-02   | Al-Wakrah - Al-Arabi      | 0-3 | 14-25, 17-25, 19-25               |
| 15-02   | Al-Sadd - Al-Rayyan       | 1-3 | 12-25, 25-22, 19-25, 23-25        |
| 15-02   | Al-Ahly Doha - Al-Khor    | 3-0 | 25-23, 25-19, 25-13               |
| 17-02   | Al-Arabi - Qatar SC       | 3-0 | 25-16, 27-25, 25-20               |
| 17-02   | Police SC - Al-Gharafa    | 3-0 | 25-23, 25-21, 25-19               |
| 29-02   | Al-Ahly Doha - Al-Sadd    | 3-0 | 25-16, 25-15, 25-16               |
| 29-02   | Al-Gharafa - Al-Arabi     | 0-3 | 8-25, 22-25, 22-25                |
| 02-03   | Police SC - Qatar SC      | 1-3 | 23-25, 25-17, 23-25, 17-25        |
| 04-03   | Al-Gharafa - Al-Ahly Doha | 0-3 | 18-25, 21-25, 19-25               |
| 04-03   | Al-Shamal - Al-Khor       | 0-3 | 25-18, 25-21, 25-21               |
| 07-03   | Al-Jaish - Qatar SC       | 3-1 | 27-25, 25-19, 21-25, 25-22        |
| 07-03   | Al-Rayyan - Al-Shamal     | 3-0 | 25-18, 25-20, 25-23               |
| 09-03   | Al-Khor - Al-Wakrah       | 3-0 | 25-10, 25-18, 25-21               |
| 09-03   | Al-Gharafa - Al-Sadd      | 1-3 | 23-25, 25-19, 23-25, 24-26        |
| 11-03   | Police SC - Al-Shamal     | 1-3 | 17-25, 23-25, 25-20, 17-25        |
| 11-03   | Al-Khor - Al-Jaish        | 1-3 | 22-25, 25-22, 19-25, 20-25        |
| 14-03   | Al-Wakrah - Al-Gharafa    | 0-3 | 19-25, 16-25, 11-25               |
| 14-03   | Al-Shamal - Qatar SC      | 3-0 | 25-20, 25-19, 25-21               |
| 16-03   | Police SC - Al-Khor       | 3-1 | 25-18, 21-25, 25-13, 26-24        |
| 16-03   | Al-Sadd - Al-Jaish        | 1-3 | 14-25, 25-23, 20-25, 15-25        |
| 18-03   | Qatar SC - Al-Wakrah      | 3-1 | 25-12, 19-25, 25-17, 25-17        |
| 21-03   | Al-Wakrah - Al-Sadd       | 0-3 | 23-25, 27-29, 23-25               |
| 21-03   | Police SC - Al-Jaish      | 0-3 | 26-28, 18-25, 19-25               |
| 23-03   | Al-Gharafa - Al-Shamal    | 0-3 | 22-25, 22-25, 12-25               |
| 25-03   | Al-Sadd - Al-Khor         | 2-3 | 26-24, 20-25, 22-25, 25-20, 12-15 |
| 25-03   | Al-Ahly Doha - Al-Jaish   | 0-3 | 21-25, 14-25, 23-25               |
| 28-03   | Al-Shamal - Al-Arabi      | 0-3 | 19-25, 13-25, 22-25               |
| 28-03   | Al-Rayyan - Al-Wakrah     | 3-0 | 25-14, 25-15, 25-14               |
| 30-03   | Al-Khor - Al-Gharafa      | 3-1 | 20-25, 25-21, 25-18, 25-20        |
| 30-03   | Al-Shamal - Al-Ahly Doha  | 1-3 | 18-25, 25-21, 14-25, 21-25        |
| 01-04   | Al-Arabi - Al-Jaish       | 3-0 | 25-21, 25-21, 25-19               |
| 01-04   | Police SC - Al-Rayyan     | 3-0 | 25-22, 25-23, 25-20               |
| 04-04   | Al-Shamal - Al-Sadd       | 3-0 | 25-10, 25-22, 27-25               |
| 04-04   | Qatar SC - Al-Khor        | 3-1 | 25-17, 21-25, 25-21, 25-17        |
| 06-04   | Al-Ahly Doha - Al-Arabi   | 0-3 | 14-25, 16-25, 19-25               |
| 06-04   | Al-Jaish - Al-Rayyan      | 0-3 | 18-25, 29-31, 23-25               |
| 08-04   | Al-Gharafa - Qatar SC     | 0-3 | 15-25, 15-25, 22-25               |
| 08-04   | Al-Wakrah - Al-Shamal     | 0-3 | 16-25, 17-25, 21-25               |
| 11-04   | Police SC - Al-Ahly Doha  | 3-0 | 25-21, 25-18, 25-17               |
| 11-04   | Al-Arabi - Al-Rayyan      | 3-1 | 21-25, 25-16, 25-21, 25-22        |
| 13-04   | Al-Jaish - Al-Wakrah      | 3-0 | 25-21, 25-15, 25-14               |
| 13-04   | Al-Sadd - Qatar SC        | 2-3 | 21-25, 25-22, 21-25, 42-40, 10-15 |
| 15-04   | Al-Rayyan - Al-Ahly Doha  | 3-2 | 25-19, 22-25, 25-16, 23-25, 15-11 |
| 15-04   | Police SC - Al-Arabi      | 2-3 | 25-17, 17-25, 25-21, 22-25, 12-15 |

### Classifica
| Pos. | Squadra      | Pt | G  | V  | P  | SV | SP | Ratio | PF    | PS    | Ratio |
| ---- | ------------ | -- | -- | -- | -- | -- | -- | ----- | ----- | ----- | ----- |
| 1.   | Al-Arabi     | 54 | 20 | 19 | 1  | 59 | 12 | 4.917 | 1 686 | 1 299 | 1.298 |
| 2.   | Al-Rayyan    | 46 | 20 | 15 | 5  | 51 | 23 | 2.217 | 1 755 | 1 529 | 1.148 |
| 3.   | Police       | 45 | 20 | 15 | 5  | 51 | 25 | 2.040 | 1 784 | 1 616 | 1.104 |
| 4.   | Al-Jaish     | 45 | 20 | 14 | 6  | 49 | 24 | 2.042 | 1 734 | 1 485 | 1.168 |
| 5.   | Al-Ahly Doha | 41 | 20 | 14 | 6  | 46 | 28 | 1.643 | 1 705 | 1 572 | 1.085 |
| 6.   | Al-Shamal    | 32 | 20 | 11 | 9  | 37 | 31 | 1.194 | 1 528 | 1 515 | 1.009 |
| 7.   | Qatar SC     | 22 | 20 | 7  | 13 | 31 | 46 | 0.674 | 1 631 | 1 730 | 0.943 |
| 8.   | Al-Khor      | 17 | 20 | 6  | 14 | 27 | 48 | 0.563 | 1 543 | 1 712 | 0.901 |
| 9.   | Al-Gharafa   | 13 | 20 | 5  | 15 | 21 | 52 | 0.404 | 1 505 | 1 686 | 0.893 |
| 10.  | Al-Sadd      | 11 | 20 | 3  | 17 | 20 | 53 | 0.377 | 1 547 | 1 767 | 0.825 |
| 11.  | Al-Wakrah    | 4  | 20 | 1  | 19 | 7  | 57 | 0.123 | 1 144 | 1 561 | 0.733 |

## Classifica finale
| Pos | Squadra      | Qualificazione                                                                                             |
| --- | ------------ | --- |
| 1   | Al-Arabi     | Campionato asiatico per club 2016 Campionato arabo per club 2016 Campionato del Golfo 2016 Coppa del Qatar |
| 2   | Al-Rayyan    | Campionato arabo per club 2016 Campionato del Golfo 2016 Coppa del Qatar                                   |
| 3   | Police       | Coppa del Qatar                                                                                            |
| 4   | Al-Jaish     | Coppa del Qatar                                                                                            |
| 5   | Al-Ahly Doha | |
| 6   | Al-Shamal    | |
| 7   | Qatar SC     | |
| 8   | Al-Khor      | |
| 9   | Al-Gharafa   | |
| 10  | Al-Sadd      | |
| 11  | Al-Wakrah    | |